# 대니얼 아크페이
대니얼 아크페이(영어: Daniel Akpeyi, 1986년 8월 3일 ~ )는 나이지리아의 축구 선수로, 현재 남아프리카 공화국의 모로카 스왈로스 FC와 나이지리아 축구 국가대표팀에서 골키퍼로 활약하고 있다.

## 구단 경력
2007년 1월 나사라와 유나이티드 FC로 이적한 아크페이는 이페아니 우바 FC에서 선수 생활을 시작하였고 2005년 1군으로 승격하였다.
아크페이는 2010년 CAF 챔피언스리그 캠페인을 위해 하트랜드 FC에 합류했고 다시 한 번 1순위로 선발되었다. 2014년 2월, 그가 리그 라이벌인 워리 울브스 FC에 합류하기 위해 하트랜드를 떠났다고 발표되었지만, 며칠 후 하트랜드는 공식 성명에 의해 그들의 1순위 골키퍼를 팔 의도가 없다고 말하며 그의 이적을 부인했다.
하지만 그 다음 달에 거래가 다시 확인되었고 아크페이는 워리 울브스에 합류했다.
2015년, 그는 치파와 유나이티드 FC 2년 계약을 맺었고, 2019년 카이저 치프스 FC와 계약했다.
2022년 구단이 없던 그는 세쿠후네 유나이티드 FC의 영입에 성공했지만 성사되지 못했다.

## 국가대표팀 경력

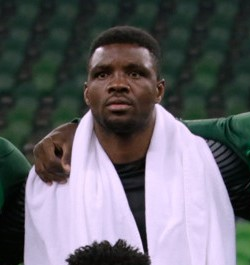
2017년의 아크페이

아크페이는 2005년 네덜란드에서 열린 FIFA 세계 청소년 선수권 대회에서 나이지리아 20세 이하 축구 국가대표팀의 일원이었고 2008년 하계 올림픽 전에는 22명의 남자 선수단에 속해 있었지만, 두 대회 모두 출전하지 못했다. 그는 또한 2014년 아프리카 네이션스 챔피언십에서 치고지에 아그빔의 백업 선수로 23명의 남자 선수단에 소집되었다.
2014년 5월 6일, 아크페이는 2014년 FIFA 월드컵을 앞두고 30인 예비 명단에 이름을 올렸다.
그는 2015년에 처음으로 나이지리아 국가대표팀에 선발되었고 부상당한 빈센트 에니에아마의 대체자로 남아프리카 공화국과의 친선 경기에 소집되었다. 그는 페널티킥을 절약했고 맨 오브 더 매치의 활약을 강하게 유지한 것에 대해 칭찬을 받았다.
그는 2016년 하계 올림픽에 참가할 35명의 예비 선수단에 나이지리아에 의해 선발되었다.
2018년 5월, 그는 러시아의 2018년 FIFA 월드컵 나이지리아 예비 30인 명단에 이름을 올렸다.
아크페이는 2019년 아프리카 네이션스컵까지 팀의 최종 23인 명단에 포함되었다. 그는 팀의 첫 두 경기에서 클린시트를 유지했다. 조별리그 마지막 경기에서 이케추쿠 에젠와는 나이지리아가 마다가스카르에 2-0으로 패배한 경기에서 두 번이나 실점했다. 아크페이는 카메룬과의 16강전에서 선발 라인업으로 복귀하여 팀에서 3-2로 2골을 내주었다. 그는 또한 남아프리카 공화국을 상대로 한 Q 결승전에서 골을 넣었고, 알제리에게 2-1 S 결승전에서 패했다. 프랜시스 우조호는 튀니지를 상대로 3위전을 득점에 성공했다.
2020년 1월 29일, 아마코시와 2022년 6월까지 2년 계약을 체결하면서 남아프리카 공화국 프리미어 사커 리그와의 계약을 연장했다.
2021년 12월 25일, 나이지리아의 임시 감독 어거스틴 에구아보엔에 의해 2021년 아프리카 네이션스컵에 참가할 28명의 최종 엔트리 중 한 명으로 발탁되었다.